# Ірландсько-польські відносини
Ірландсько-польські відносини — двосторонні дипломатичні відносини між Ірландією та Польщею. Обидві держави є членами Європейського Союзу та Ради Європи.

## Польська меншість в Ірландії
У 2011 в Ірландії проживало близько 122 000 поляків, що було найбільшою етнічною меншістю в країні.

## Економічні відносини

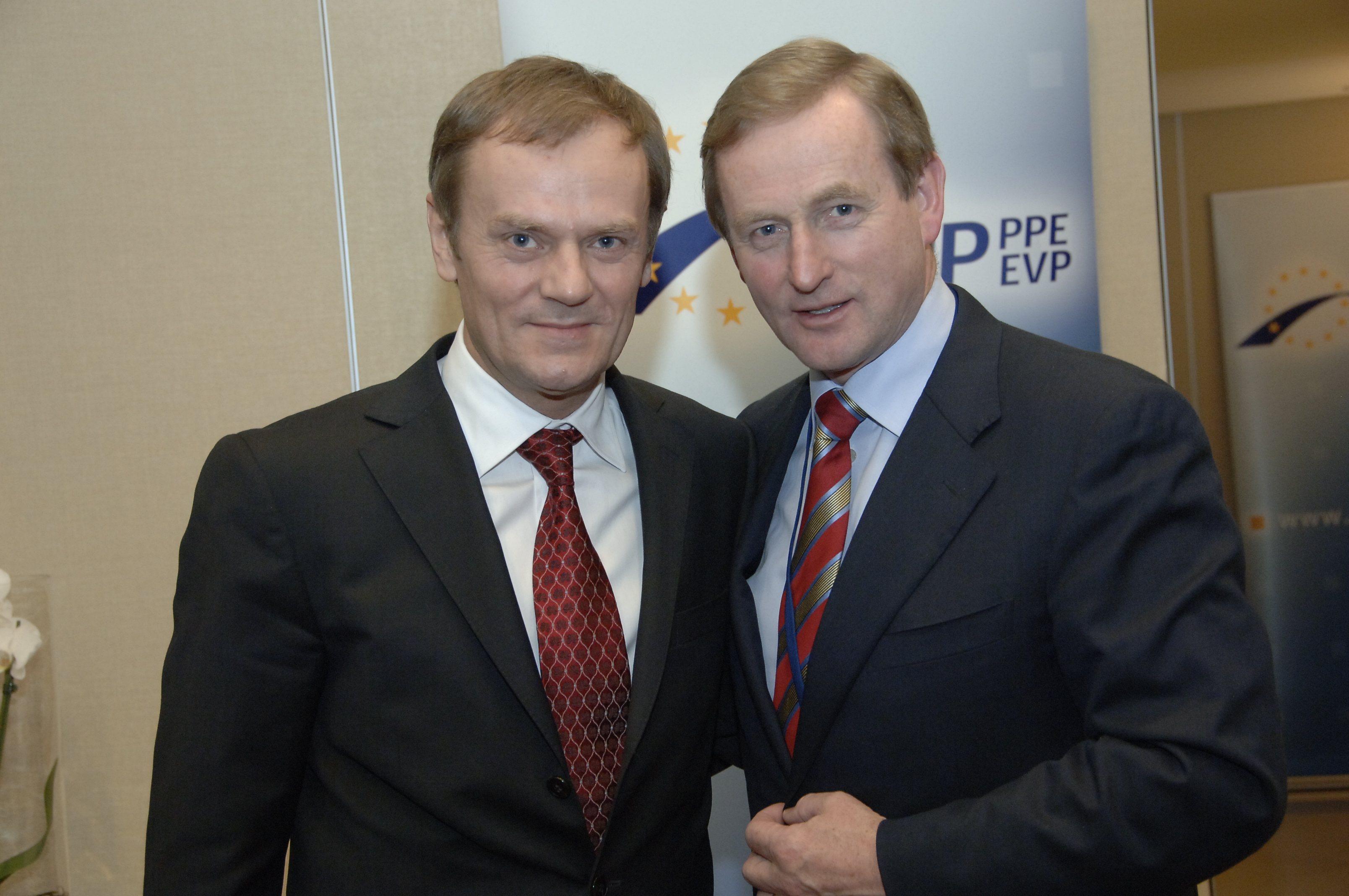
Прем'єр-міністри Польщі та Ірландії Дональд Туск та Енда Кенні

У дослідженні Economic Survey 2012, проведеному Польсько-німецькою торгово-промисловою палатою спільно з шістьма іншими палатами (зокрема ірландською) 95% іноземних інвесторів відзначало Польщу як місце розміщення своїх інвестицій.
За оцінками ірландської урядової організації Enterprise Ireland, 160 ірландських компаній експортують свою продукцію до Польщі, а 60 підприємств у багатьох галузях мають у Польщі юридичну особу. Прямі авіарейси з Дубліна та Корка, які пов'язують велику польську діаспору Ірландії з десятьма містами Польщі, спрощують економічні відносини між двома країнами та полегшують створення неформальних контактів. Велика кількість поляків відправляє гроші до своєї країни. Водночас ірландські громадяни та компанії, що працюють у Польщі, переказують гроші до Ірландії. Також було створено мережу контактів між Irish Polish Business Association у Дубліні та Ірландсько-польською торгово-промисловою палатою (англ. Irish Chamber of Commerce and Enterprise Ireland) у Варшаві.